# Хромый, Бронислав

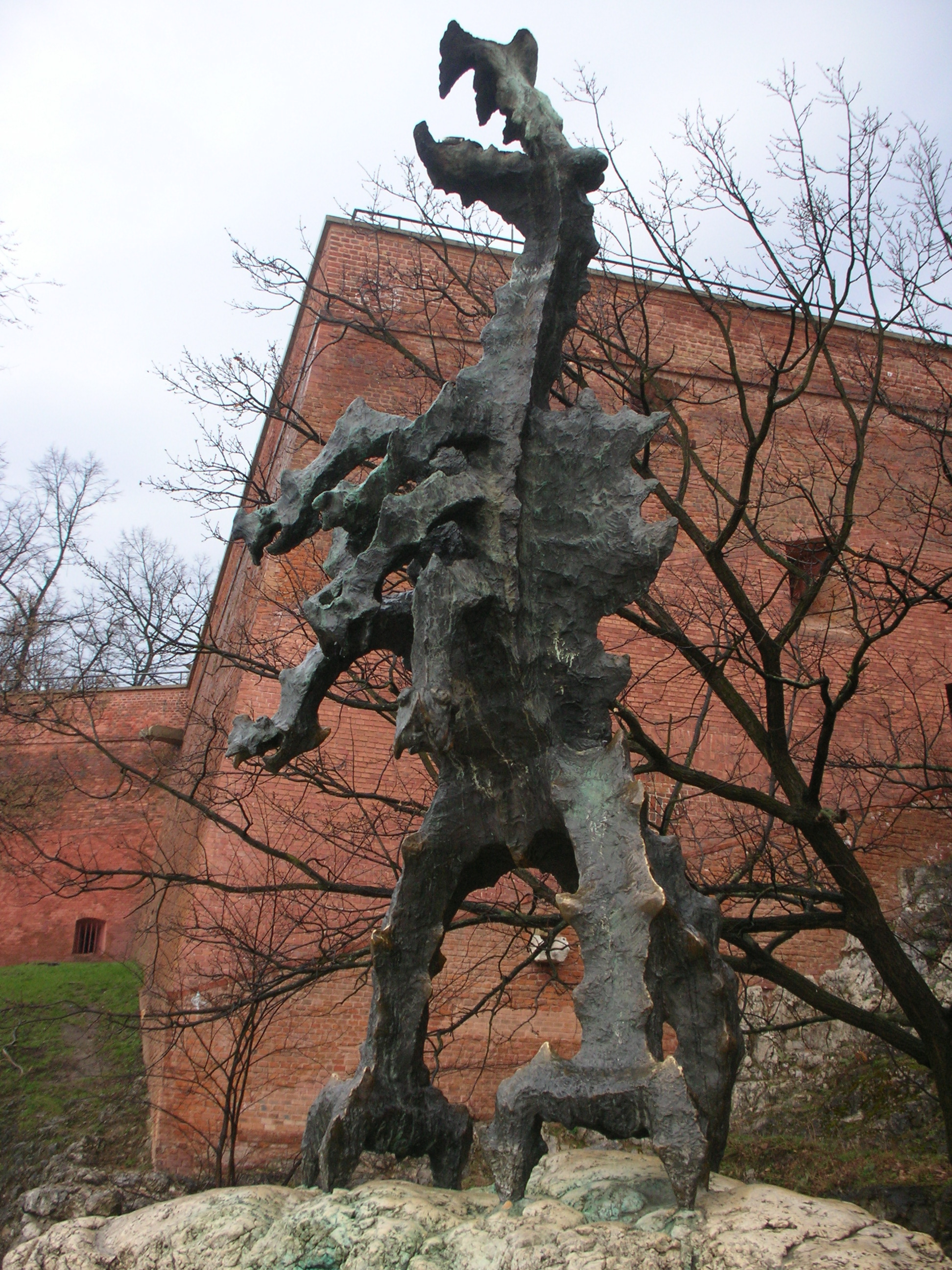
Скульптура «Вавельский дракон» в Кракове

Брони́слав Хро́мый (пол. Bronisław Chromy; 3 июня 1925, Леньче, Малопольское воеводство, Польша — 4 октября 2017) — польский скульптор, профессор Краковской академии искусств.

## Биография
В 1956 году окончил класс Ксаверия Дуниковского Краковской академию изящных искусств. C 1975 года являлся профессором Краковской академии искусств. С 1983 по 1990 год был членом Национального совета культуры. С 1986 по 1989 год был членом Всепольского грюнвальдского комитета и с 1988 по 2011 год — членом Совета охраны память борьбы и мученичества.
Принимал участие во многочисленных художественных выставках.

## Творчество
- Памятник псу Джоку;
- Памятник советско-польскому братству по оружию в Рязани;
- Скульптура «Вавельский дракон» в Кракове.

## Награды
- Орден Возрождения Польши II, IV и V степеней;
- Орден Дружбы народов (20 апреля 1987 года, СССР) — за вклад в дело укрепления дружбы и сотрудничества с Советским Союзом[4];
- Медаль Комиссии национального образования;
- Золотая Медаль «За заслуги в культуре Gloria Artis»;
- Лауреат Награды города Кракова (1973);
- Лауреат Grand Prix за медаль к юбилею Данте Алигьери в Равенне (1973);
- Награда польского премьер-министра I степени (1979).